# Escapament de Galileu
L'escapament de Galileu és un disseny d'un escapament de rellotge, inventat al voltant de 1637 pel científic italià Galileo Galilei (1564-1642). Va ser el primer disseny d'un rellotge de pèndol. En haver-se quedat cec, Galileu va descriure el dispositiu al seu fill, que en va dibuixar un esbós. El fill va començar la construcció d'un prototip, però tant ell i com Galileu van morir abans de poder-lo acabar.
A partir del disseny del seu fill, s'han construït diversos models operatius del rellotge de Galileo (vegeu foto de la dreta) .

## Descripció
Galileu va ser el primer en investigar les propietats dels pèndols per a mesurar el temps, començant al voltant de 1602. El seu interès va ser provocat pel seu descobriment de que, almenys per a petits canvis, el pèndol és isòcron; el seu període d'oscil·lació és el mateix per als diferents canvis de mida. Es va adonar que aquesta propietat va fer que el pèndol fos útil per al cronometrador. També va descobrir que el període del pèndol depèn de la seva longitud i independentment de la massa del seu contrapès. Emprava pèndols com a temporitzadors en experiments científics i per a mantenir el tempo a la música.

## Història
El 1637, quan tenia 73 anys, Galileu va tenir la idea d'un mecanisme "un escapament" que permetia mantenir el pèndol oscil·lant indefinidament "donant-li una empenta a cada oscil·lació", permetent així la seva aplicació als rellotges. Al haver-se quedat totalment cec, va descriure el mecanisme al seu fill Vincenzio, que va dibuixar un esboç de la seva descripció. L'estudiant i biògraf de Galileu, Vincenzo Viviani, descriu la invenció
Un dia, el 1641, mentre vivia amb ell a la seva vila d'Arcetri, recordo que se li va acudir que el pèndol es podia adaptar als rellotges amb peses o ressorts, servint al ritme més constant, esperant que el els moviments molt uniformes i naturals del pèndol corregirien tots els defectes en l'art dels rellotges. Però a causa que la seva privació de la vista li impedia fer dibuixos i models a tal l'efecte, va aprofitar que el seu fill Vincenzio va viatjar de Florència a Arcetri, per explicar-li la seva idea. Després de varies discussions entre pare i fill, finalment, es van decidir sobre l'esquema mostrat en el dibuix adjunt, que es va posar en pràctica per conèixer el fet d'aquelles dificultats en les màquines que normalment no es preveuen en la teorització simple.
Els rellotges existents en aquella època que empraven l'escapament tipus verge amb una senzilla roda de balanç eren molt inexactes. El pèndol, per raó del seu isocronisme, podia ser un molt millor cronometrador, començant conjuntament a construir un rellotge, però, com s'ha dit abans, ambdós van morir abans d'acabar-lo. El primer rellotge del pèndol va ser construït el 1657 per Christiaan Huygens amb un disseny diferent. El rellotge del pèndol va ser el cronometrador més precís del món durant 300 anys, fins als anys trenta.